# تعليم المدرس

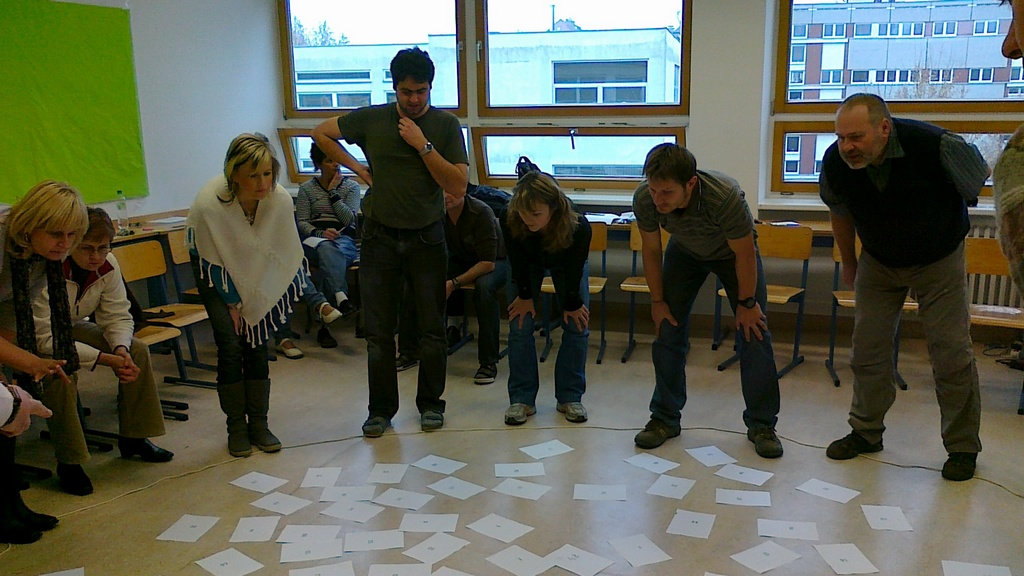
جلسة تدريبية للمعلمين.

تعليم المدرسين أو تعليم المعلمين أو تربية المعلمين (بالإنجليزية: Teacher education) أو تدريب المعلمين أو تأهيل المعلمين أو إعداد المعلمين (بالإنجليزية: Teacher training) هو مصطلح يشير إلى البرامج والسياسات والإجراءات والتجهيزات المصممة لتزويد المعلمين (المحتملين) بالمعرفة والاتجاهات والسلوكيات والأساليب والمنهجيات والمهارات التي يحتاجونها لأداء مهامهم بفعالية في الفصل الدراسي والمدرسة وعلى نطاق أوسع. يُطلق على المهنيين الذين يشاركون في تدريب المعلمين المحتملين اسم معلمي المعلمين (أو، في بعض السياقات، مدربي المعلمين).
هناك جدل طويل ومستمر حول المصطلح الأنسب لوصف هذه الأنشطة. يبدو أن مصطلح "تدريب المعلمين" (الذي قد يعطي انطباعًا بأن النشاط يتضمن تدريب الموظفين على القيام بمهام روتينية نسبيًا) يفقد مكانته، على الأقل في الولايات المتحدة، أمام "تعليم المعلمين" (مع دلالته لإعداد الموظفين لدور مهني كممارس عاكس). المكونان الرئيسيان لتعليم المعلمين هما تعليم المعلمين أثناء الخدمة وتعليم المعلمين قبل الخدمة.

## معلمو المعلمين
مُعَلِّم المُعَلِّمين (ويُسمى أيضًا مُدرِّب المُعَلِّمين) هو الشخص الذي يُساعد المُتدربين على التدريس أثناء الخدمة وقبلها على اكتساب المعرفة والكفاءات والمواقف اللازمة ليكونوا مُدرِّسين فعَّالين. عادةً ما يُشارك العديد من مُدرِّبي المُعَلِّمين في التعليم الأولي أو المُستمر لكل مُعلِّم؛ وغالبًا ما يتخصص كلٌّ منهم في تدريس جانب مُختلف من جوانب التدريس (مثل: أخلاقيات التعليم، وفلسفة التربية، وعلم الاجتماع التربوي، والمناهج، والبيداغوجيا، وأساليب التدريس المُخصصة لمواد مُحددة، إلخ).
لا يوجد في كل ثقافة مفهوم يُطابق تمامًا المصطلح الإنجليزي "مُعَلِّم المُعَلِّم"... حتى في حالة وجود هذا المفهوم، فإن نطاق الأدوار التي يُغطيها المصطلح يختلف اختلافًا كبيرًا من بلد إلى آخر. في بعض التقاليد، قد يُستخدم مصطلح "مُدرِّب المُعَلِّمين" بدلًا من "مُعَلِّم المُعَلِّمين".
يمكن تعريف مُعِدّ المعلمين تعريفًا دقيقًا بأنه مُختصّ في التعليم العالي، يتمثل نشاطه الرئيسي في إعداد مُعلّمين جُدد في الجامعات ومؤسسات إعداد المُعلّمين الأخرى، مثل الكليات الوطنية للتربية، وكليات تدريب المُعلّمين، ومراكز المُعلّمين. وقد يشمل التعريف الأوسع أيّ مُختصّ يُسهم عمله، بطريقةٍ ما، في التعليم الأولي أو التطوير المهني المُستمرّ لمُعلّمي المدارس وغيرهم.
حتى ضمن نظام تعليمي واحد، يُمكن توظيف مُعلّمي المُعلّمين في أدوار مُختلفة من قِبَل أنواع مُختلفة من المُنظّمات. في السياق الأوروبي، على سبيل المثال، يشمل الأشخاص الذين يُمكن اعتبارهم مُعلّمين:
- أكاديميّو التعليم العالي المُكلّفون بمسؤولية
  - إعداد المُعلّمين بحدّ ذاته،
  - وتدريس مادة (مثل الكيمياء أو الرياضيات) للطلاب الذين سيصبحون مُعلّمين لاحقًا؛
  - والبحث في مجال التدريس،
  - ودراسات المواد، أو
  - فنون (أساليب) التدريس؛
- ومُعلّمي المدارس الذين يُشرفون على مُعلّمي الطلاب خلال فترات التدريب العملي على التدريس؛
- ومُعلّمي المدارس أو مُديريها المسؤولين عن استقطاب مُعلّمين جُدد خلال عامهم الأول من التدريس؛ أو
- المسؤولين عن التطوير المهني المُستمرّ لهيئة التدريس في المدارس.[4]

لذلك، قد يعمل معلمو المعلمين في العديد من السياقات المختلفة بما في ذلك الكليات الوطنية للتربية، وكليات تدريب المعلمين، ومراكز المعلمين (الجامعات، والمدارس، ومنظمات التدريب في القطاع الخاص أو النقابات العمالية)، وقد يكون وقت عملهم مخصصًا بالكامل، أو جزئيًا فقط، لإعداد المعلمين.

## السياسات والقضايا ذات الصلة
إن العملية التي يجري من خلالها تعليم المعلمين هي موضوع نقاش سياسي في العديد من البلدان، مما يعكس القيمة التي توليها المجتمعات والثقافات لإعداد الشباب للحياة، وحقيقة أن أنظمة التعليم تستهلك موارد مالية كبيرة.
ومع ذلك، فإن درجة السيطرة السياسية على تعليم المعلمين تختلف. وحيثما يكون تعليم المعلمين بالكامل في أيدي الجامعات، فقد لا يكون للدولة سيطرة مباشرة مهما كان على طبيعة أو كيفية تعليم المعلمين الجدد؛ يمكن أن يؤدي ذلك إلى حالات شاذة، مثل تعليم المعلمين باستخدام أساليب التدريس التي قد تعتبر غير مناسبة إذا استخدموا نفس الأساليب في المدارس، أو تعليم المعلمين من قبل أشخاص لديهم خبرة عملية قليلة أو معدومة في التدريس في الفصول الدراسية الحقيقية.
أدى التعاون في مجال السياسات في الاتحاد الأوروبي إلى وصف واسع لأنواع السمات التي يجب أن يمتلكها المعلمون في الدول الأعضاء في الاتحاد الأوروبي: المبدأ الأوروبي المشترك لكفاءات المعلمين ومؤهلاتهم.